# Juan Furlanich
Juan Ángel Furlanich (Buenos Aires, Argentina; 20 de marzo de 1977) es un periodista narrador. Presentador de TV. Abogado, MGMT FIFA CIES. YouTube Todos con Furla #telorelatafurla

## Trayectoria

### Televisión
|               | Programa                       | Canal                                |
| ------------- | ------------------------------ | ------------------------------------ |
| 2008-presente | Fútbol Total                   | DIRECTV Sports                       |
| 2010-presente | LaLiga                         | DIRECTV Sports                       |
| 2011          | Supercopa de España            | DIRECTV Sports                       |
| 2012-2016     | Primera B Nacional             | Televisión Pública Argentina DEPORTV |
| 2013-2018     | Premier League                 | DIRECTV Sports                       |
| 2016-2017     | Campeonato de Primera División | eltrece                              |
| 2016-2020     | Primera B Nacional             | DIRECTV Sports                       |
| 2017-2018     | Superliga Argentina            | TNT Sports                           |
| 2018-presente | UEFA Nations League            | DIRECTV Sports                       |
| 2019-presente | Conmebol Sudamericana          | DIRECTV Sports                       |

| Canal-Radio:   | Programa:          | Año:      |
| -------------- | ------------------ | --------- |
| Radio Belgrano | La Vuelta Olímpica | 2007-2008 |
| Late 93.1      | Todos con Furla    | 2020      |

## Experiencia laboral
- Periodista Conductor Relator en Torneos y Competencias septiembre de 2008-presente Relator de televisión en Torneos para la señal Directv Sports, en las transmisiones de Futbol internacional de las ligas de España, Inglaterra, Italia, Francia y Alemania. UEFA Champions League y UEFA Europa League.
- Conductor del programa “Retro Sports” (Programa semanal de entrevistas a célebres de distintos deportes), Directv Sports.
- Conductor del Noticiero “Central Deportivo”, Directv Sports.
- Relator de los partidos del Campeonato de la B Nacional para Directv Sports,y anteriormente en el Fútbol Para todos.
- Conductor y panelista de “Futbol Total” (Show diario que se emite en Directv Sports desde hace 10 años).
- Relator en partidos de primera división del Fútbol Argentino para TNT Sports.

## Docencia
Titular de cátedra. Docente en la Universidad de Palermo desde agosto de 2016 a la actualidad.
Titular de la cátedra Relato Deportivo. Es la primera experiencia de una cátedra dentro de la carrera de Periodismo y Periodismo Deportivo en incorporar estos contenidos dentro de la misma. 

## Coberturas

### Copa Mundial de la FIFA
- Mundial 2010 por Directv Sports
- Copa Mundial 2014 por Directv Sports
- Mundial 2018 por Directv Sports
- Mundial 2022 por Directv Sports y Union Radio

### Eurocopa
- Eurocopa 2012 por Directv Sports
- Eurocopa 2016 por Directv Sports
- Eurocopa 2020 por Directv Sports

### Copa Mundial de la FIFA Sub-20
- Copa Mundial de Fútbol Sub-20 de 2011 por Directv Sports
- Copa Mundial de Fútbol Sub-20 de 2015 por Directv Sports
- Copa Mundial de Fútbol Sub-20 de 2019 por Directv Sports
- Copa Mundial de Fútbol Sub-20 de 2023 por DSports

### Copa Mundial de la FIFA Beach Soccer
- Mundial de Fútbol Playa 2011 por Directv Sports
- Mundial de Fútbol Playa 2017 por Directv Sports

### Juegos Olímpicos
- Londres 2012 por Directv Sports
- Río de Janeiro 2016 por Directv Sports